# Старокопкинское (сельское поселение)
Старокопкинское — упразднённое муниципальное образование со статусом сельского поселения в Кизнерском районе Удмуртии Российской Федерации.
Административный центр — деревня Старые Копки.
25 июня 2021 года упразднено в связи с преобразованием муниципального района в муниципальный округ.

## История
Статус и границы сельского поселения установлены Законом Удмуртской Республики от 15 ноября 2004 года № 62-РЗ «Об установлении границ муниципальных образований и наделении соответствующим статусом муниципальных образований на территории Кизнерского района Удмуртской Республики».

## Население
| 2010 | 2012 | 2013 | 2014 | 2015 | 2016 | 2017 |
| ---- | ---- | ---- | ---- | ---- | ---- | ---- |
| 812  | ↘779 | ↘739 | ↘687 | ↘664 | ↘661 | ↘646 |
| 2018 | 2019 | 2020 |      |      |      |      |
| ↘642 | ↘631 | ↘594 |      |      |      |      |

## Состав сельского поселения
| № | Населённый пункт   | Тип населённого пункта          | Население |
| - | ------------------ | ------------------------------- | --------- |
| 1 | Верхняя Кусо-Какся | деревня                         | ↘1        |
| 2 | Гыбдан             | деревня                         | ↘137      |
| 3 | Кузнерка           | деревня                         | ↘0        |
| 4 | Полько             | село                            | ↘30       |
| 5 | Русская Коса       | деревня                         | ↘181      |
| 6 | Старые Копки       | деревня, административный центр | ↘277      |
| 7 | Сюлонер-Юмья       | деревня                         | ↘38       |